# Награда „За свободата и бъдещето на медиите“
„За свободата и бъдещето на медиите“ (на немски: Preis für die Freiheit und Zukunft der Medien или на английски: Leipzig Media Award) e една от наградите, учредени през 2001 г. от Фондация „Медии“ на Лайпцигската спестовна каса, която се присъжда на изявени журналисти, издатели и медийни институции, ангажирани с каузата за защита на свободата на словото, излагаща ги на риск. Председател на фондацията е кметът на Лайпциг Бюрхард Юнг. Основен критерий е значимост и смелост в журналистическата професия и отстояването на принципите на свободната журналистика, независимо от опасности, риск, цензура и насилие.
Двама български журналисти са били лауреати на наградата: през 2007 г. сред отличените е журналистът от Нова телевизия Васил Иванов, пред чийто дом през 2006 г. е взривена бомба, а през 2010 г. – журналистът на свободна практика Асен Йорданов.

## Списък на лауреатите

### 2001
- Дейвид Протес от Северозападния университет, Илинойс.
- Ренате Флотау
- Томас Махйер от Лайпцигер Фалксцайтунг

### 2002
- Григорий Паско, руски военен журналист
- Жолана Валданова от чешката национална телевизия
- Симоне Вендлер, немски журналист на Lausitzer Rundschau

### 2003
- Гидеон Леви, израелски журналист и Дауд Куттаб, палестински журналист
- Владимир Мостовой, журналист от Украйна
- Съюз Netzwerk Recherche

### 2004
- Джемс Начтвей, американски военен фотограф
- „La Voz de Galicia“, испански всекидневник
- Организация Журналисти помагат на журналисти

### 2005
- Сиймор Хърш от списание The New Yorker, разкрил издевателствата в иракските затвори при режима на Саддам Хюсеин.
- Ханс-Мартин Тилак, кореспондент
- Брита Петерсон, основателка на инициативата „Freie Presse (IFP) e.V.“
- Анна Политковская, руска журналистка, убита в Москва.

### 2006
- Алина Ангел, молдовска журналистка
- Фабрицио Гати, италиански разследващ журналист
- Фолкер Лилиентал, немски журналист

### 2007
- Васил Иванов
- Акбар Ганджи, ирански журналист
- Волфганг Вахмер, редактор на списание Cicero

### 2008
- Сузане Фишер, немски журналист в Иран
- Алън Джонстън, журналист от BBC, държан 114 дни като заложник в Палестина.
- Уин Тин, от 18 години е зад решетките в Миянма.

### 2009
- Ахмет Алтан, турски журналист и редактор на Taraf
- Душан Милюш, хърватски журналист, пребит през 2008 г. с бухалки и живеещ под полицейска защита.
- Роберто Савиано, италиански журналист, автор на голямо разследване за Неаполитанската Камора, заради което има издадена смъртна присъда.

### 2010
- Саид Якуб Ибрахими, афганистански журналист
- Асен Йорданов
- Курт Вестергард, датски карикатурист, автор на карикатури на пророка Мохамед, получил смъртни заплахи и едва не убит от ислямски интегрист.

### 2011
- Фахем Букадус, тунизийски журналист[4]
- Олег Кашин, руски журналист
- Щефан Бухен, немски телевизионен репортер

### 2012
- Bettina Rühl, немски журналист
- Ana Lilia Pérez, мексикански журналист
- Balázs Nagy Navarro и Aranka Szávuly, унгарски телевизионни журналисти

### 2013
- Jörg Armbruster und Martin Durm, deutsche Journalisten
- Tongam Rina, Journalistin aus Indien
- Brigitte Alfter
- Ides Debruyne
- Glenn Greenwald
- The Guardian, британски вестник

### 2014
- Farida Nekzad, афганистански журналист
- Roland Jahn, Christoph Wonneberger, Aram Radomski и Siegbert Schefke

### 2015
- Джафар Панахи, ирански режисьор
- Nedim Şener, турски журналист

### 2016
- Can Dündar и Erdem Gül, турски журналисти[5]

### 2017
- Аслъ Ердоган, турски журналист и писател
- Deniz Yücel, германско-турски журналист и публицист[6]

### 2018
- Tomasz Piątek, полски журналист и писател[7]

### 2019
- Armin Wolf
- Arndt Ginzel и Gerald Gerber[8]

### 2020
- Benjamin Best[9]
- Khadija Ismayilova[10]

### 2021
- Катерина Андреева и Дария Чулцов, беларуски журналисти[11][12]